# Dibiyaso
Le dibiyaso (ou banaipi) est une langue papoue parlée en Papouasie-Nouvelle-Guinée dans la province ouest.

## Classification
Le dibiyaso est parlé par d'anciens nomades devenus sédentaires, les Dibiyaso et les Banaipi. Ils résident dans un village avec d'autres anciens nomades, locuteurs des langues doso-turumsa. À la suite de Geesink (1976), le dibiyaso est souvent présenté comme étant une langue bosavi. Pour Hammarström  les mots présentés comme des cognats sont des emprunts. Il considère le dibiyaso comme étant une langue isolée.

## Sources
- (en) Harald Hammarström, 2010, The status of the least documented language families in the world, Language Documentation & Conservation 4, p. 177–212, University of Hawai’i Press.
- (en) Ian Tupper, 2007, Endangered languages listing: Turumsa, Ukarumpa, SIL Pacific.